# JL-1
El JL-1 o Julang-1 (en chino : "巨浪-1" , que significa "gran ola"-1 ) es un misil balístico chino. Designado CSS-N-3 por la OTAN, es el primer misil balístico chino que opera desde un submarino.

## Historia

### Antecedentes
En 1956 China comenzó la investigación sobre el empleo de tecnologías de combustible sólido en cohetes por sugerencia del "padre de la ciencia de cohetes china" Qian Xuesen.
En 1960, China solo era capaz de producir cohetes de combustible sólido de un diámetro pequeño (65 y 107 mm), pero en 1965, motores de cohete propulsor sólido de 300 mm se probaron con éxito. En agosto de 1965, el primer ministro del Consejo de Estado de la República Popular China, Zhou Enlai, firmó una orden para impulsar el desarrollo de la tecnología de cohetes de combustible sólido. Por lo cual se formó un equipo de diseño en la 4ª Academia Espacial que propuso el desarrollo del misil balístico de combustible sólido de una sola etapa Dongfeng 61 (DF- 61) con motores de cohete propulsor sólido de gran diámetro (1400 mm). Tal motor fue creado en China en diciembre de 1966, y la convirtió en la propietaria de las tecnologías necesarias para el desarrollo de cohetes de combustible sólido.

### Desarrollo
La investigación y el desarrollo comenzaron en marzo de 1967, cuando el Ejército Popular de Liberación , se decidió construir el primer chino submarino nuclear del proyecto 092. Al mismo tiempo, Se abandona el trabajo en el DF-61 de una sola etapa y se inicia el desarrollo de un cohete de combustible sólido de dos etapas "Juilan-1" (JL-1), que supone un mayor alcance, pero es tecnológicamente más complejo. El proyecto de misiles propuesto por la 4ª Academia fue aprobado por la Armada en octubre de 1967, y sus requisitos técnicos fueron lanzados en 1968. El diseño avanzado tuvo lugar a principios de la década de 1970, bajo el liderazgo del diseñador jefe Huang Weilu (黄 纬 禄) y su número dos, el académico Chen Deren (陈德仁). En 1970, la 4ª Academia, que lideró el desarrollo de SLBM, se centró en el desarrollo de tecnologías de motores de cohete sólidos, y el proyecto se transfirió de la 4ª a la 1ª Academia Espacial.
SE decidió utilizar en el misil el llamado "arranque en frío": es decir lanzamiento de mortero del cohete mediante un acumulador de presión. Para probar el mecanismo de lanzamiento bajo el agua, un equipo de diseñadores realizó la simulación del proceso de lanzamiento utilizando modelos de cohetes a gran escala en la piscina varios cientos de veces. En octubre de 1972, se completó con éxito el lanzamiento de un prototipo de tamaño completo desde un submarino del Proyecto 031, un submarino diésel-eléctrico con número de cola "200".
El primer lanzamiento se realizó el 30 de abril de 1982, y el primer lanzamiento naval desde un submarino de clase Golf ( Proyecto-629A ) se llevó a cabo el 12 de octubre de 1982. En 1986, el JL-1 fue aceptado en la Armada china.
El misil se construye en la fábrica n°  307 ( Nanjing amanecer Grupo de Responsabilidad Limitada -南京晨光集团有限责任公司). El DF-21 parece ser la versión en tierra.

## Despliegue
El JL-1 se desplegó en submarinos nucleares clase Xia (tipo 092) en 1986. Cada submarino está equipado doce tubos de lanzamiento.
Hasta 1995, el único submarino chino en la clase de Golf estaba equipado con un misil guiado JL-1. Sirvió como plataforma de prueba para este sistema de armas. Luego se modificaron por segunda vez para probar el modelo sucesor JL-2.

## Tecnología
El JL-1 es un cohete sólido de dos etapas. Se controla mediante una plataforma de navegación inercial. Se logra una precisión (CEP) de 700 m. Los misiles pueden ser disparados desde el submarino sumergido o en superficie. Si el disparo se realiza bajo el agua, los misiles se lanzan a la superficie mediante la presión de gas. El motor del cohete se dispara inmediatamente después de que el misil atraviesa la superficie del agua.
A fines de la década de 1970, se había logrado un gran avance en una serie de tecnologías relacionadas con SLBM, tales como:
- creación de una ojiva nuclear ligera (con un peso de 600-700 kg), desarrollada en el 14º instituto nuclear;
- creación de un sistema de control desarrollado por el 717º instituto de construcción naval;
- creación de una computadora de a bordo, desarrollada por el 771º Instituto Espacial;
- motor cohete propulsor sólido preparado por la 4ª Academia del Espacio;
- lanzador desarrollado por el 701º instituto de construcción naval;
- sistemas de guía inercial, astronómico y satelital desarrollados por el 707º instituto de construcción naval;

La versión mejorada JL-1A, CSS-N-3 mod 1, se introdujo a mediados de la década de 1990. Esta versión tiene un sistema de dirección por satélite y logra una precisión ( CEP ) de menos de 100 m.

## Situación
Se construyeron un total de dos submarinos clase Xia. El barco con el número 406 sufrió modificaciones importantes entre 1995 y 1998. También podría haberse actualizado a la versión mejorada JL-1A. Se volvió a usar en 2003, pero se desconoce el estado actual. Según un informe no confirmado, el barco de segunda clase de 1985 se perdió en un accidente.

## Transferencia de tecnología
En 2016, un especialista estadounidense declaró que las pruebas de misiles norcoreanos disparados por un submarino este año se llevaron a cabo con dispositivos idénticos al JL-1.